# Mosteiro de Chemrey
O Mosteiro de Chemrey, Gompa de Chemrey ou Mosteiro de Chemre é  um mosteiro budista tibetano (gompa) do Ladaque, noroeste da Índia. Fundado em meados do século XVII e dedicado ao rei do Ladaque Sengge Namgyal, situa-se num morro árido e rochoso com 3 640 metros de altitude, acima da aldeia homónima, no lado norte do vale de Chemrey, afluente da margem direita do rio Indo. Pertence à seita Drukpa.
Por estrada, fica 10 km a nordeste do rio Indo e da estrada Manali–Lé, 18 km a nordeste do Mosteiro de Hemis (o qual se situa numa posição aproximadamente simétrica em relação ao Indo segundo um eixo nordeste-sudoeste) e 43 km a sudeste de Lé.
As principais atrações do mosteiro são uma estátua de Padmasambhava de altura considerável, uma valiosa coleção de manuscritos budistas, com títulos prateados e letras douradas e o seu festival anual. Este tem lugar no 28.º e 29.º dia do 9.º mês do calendário tibetano e inclui cerimónias iniciáticas das quais fazem parte chams (danças sagradas com máscaras), música e procissões.

## Descrição
Segundo a tradição mais difundida, o mosteiro foi construído pelo lama Tagsang Raschen (ou Stagtsang Raspa ou Tsag-tsang-ras-pas), sob o patrocínio do rei Sengge Namgyal, provavelmente o rei mais proeminente da história do Ladaque. No entanto, para o tibetólogo Luciano Petech, a construção do mosteiro foi iniciada em março de 1644 e terminou em 1645 ou 1645, servindo o mosteiro como memorial de Sengge Namgyal, que tinha morrido um par de anos antes.
O complexo monástico, que visto detrás faz lembrar um castelo medieval europeu, tem vários santuários, dois du-khangs (salas de assembleia ou oração) e um lha-khang (templo especialmente onde os monges fazem as suas confissões e recitam a  Sutra da Confissão). No início da década de 2010 viviam no mosteiro cerca de 20 monges e alguns aprendizes. Segundo outras fontes, o número de monges era apenas 20 e mais. Para os budistas, os rimpoches (lamas superiores) do mosteiro são sucessivas reencarnações de Tagsang Raschen, que também fundou o Mosteiro de Hemis, pelo que ambos os mosteiros são dirigidos pelo mesmo lama.
O du-khang situa-se no lado direito do pátio central para quem entra. De aspeto sóbrio, tem duas imagens do fundador do mosteiro, Stagtsang Raspa, nas suas quarta e quinta reencarnações. A parede do lado direito tem murais com Sakyamuni (o Buda histórico) com dois dos seus principais discípulos. Noutras paredes estão pintadas duas mandalas com Kalachakra e Akshobya (o Buda Imperturbável ou Buda do Oriente). É no du-khang que são conservadas 29 volumes de escrituras sagradas budistas com títulos prateados e letras douradas. Há também um chorten de prata, executado na década de 1930 ou 1940 em Chiling.
O lha-khang é acessível por uma escadaria situada à direita do du-khang. Ali se encontram várias imagens de lamas, manifestações de Buda e divindades budistas, além de textos religiosos.
Mais acima ergue-se um templo construído recentemente, o Guru Lha-khang, que é dedicado ao grande tradutor do século VIII e figura maior do budismo tibetano Padmasambhava. É neste templo que se encontra a maior estátua do mosteiro, representando Padmasambhava, que domina toda a sala. Além da estátua maior, há diversas imagens com diversas manifestações de Padmasambhava, incluindo a que, com aspeto temível, derrotou o diabo, e de várias manifestações de Buda. Os murais, pintados por um artista ladaque em 1977, são considerados dos melhores do Ladaque.